# Polyxena

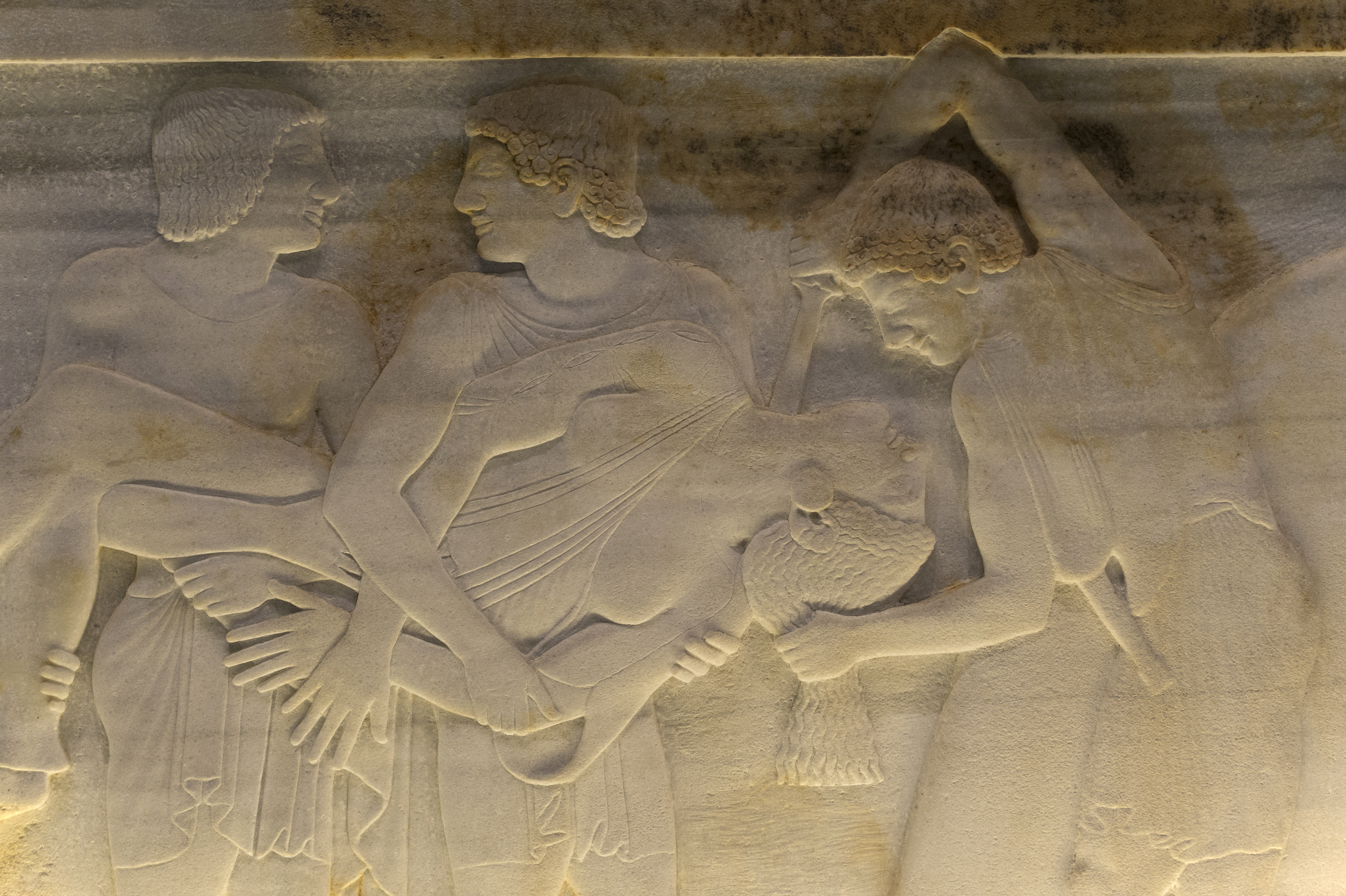
De dood van Polyxena weergegeven op de Polyxenasarcofaag, ca. 510-500 v.Chr. (Troya Müzesi, Tevfikiye)

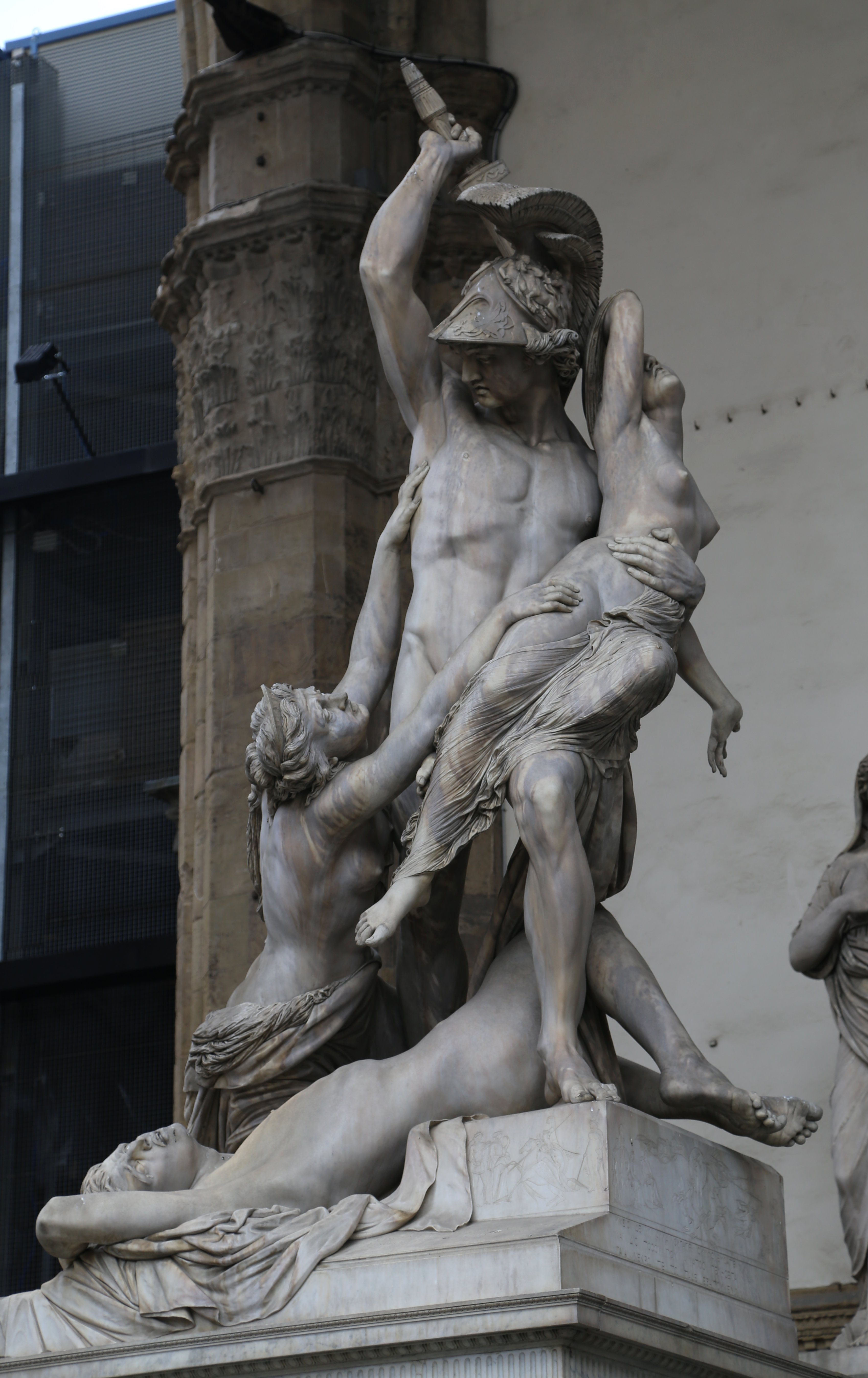
'De roof van Polyxena': Neoptolemus neemt Polyxena mee om haar te offeren op het graf van zijn vader. Hecuba probeert hem tegen te houden. Op de grond ligt het lichaam van haar gedode zoon Polites. Beeldhouwwerk van Pio Fedi, 1855-1865, Florence, Loggia dei Lanzi

Polyxena (Grieks: Πολυξένη) is in de Griekse mythologie de jongste dochter van koning Priamus van Troje en Hecuba, en dus een zuster van Hector, Paris, Deïphobus, Helenus, Troïlos en van Creüsa en Cassandra. Ze wordt niet genoemd door Homerus, maar volgens de latere beschrijvingen van de Trojaanse Oorlog door auteurs als Dares Phrygius, Dictys Cretensis en Hyginus was ze net zo mooi als Helena en had ze lang blond haar, en werd de Griek Achilles verliefd op haar. Haar ouders gaven Achilles toestemming haar te trouwen, waarna Hecuba Achilles in de val lokte en liet doden door Paris.
Veelbeschreven is de wrede wijze waarop Polyxena omkwam bij de inname van Troje door de Grieken. Volgens de Cypria (een van de Cyclische Epen) werd ze gewond door Odysseus en Diomedes bij de inname van Troje en werd ze begraven door Achilles' zoon Neoptolemus (schol. Eur. Hec. 41). Alle latere versies van de mythe, te beginnen met Ibycus (fr. 36) en Euripides’ toneelstuk Hecuba, vertellen echter dat ze door Neoptolemus werd gedood. Volgens Euripides en Seneca (in zijn Trojaanse vrouwen) verscheen de geest van Achilles geruime tijd na zijn dood boven zijn graf en eiste hij het offer van het meisje en volgens Ovidius (Metamorphosen XIII, 439 e.v.) verscheen de geest aan Agamemnon en zijn metgezellen met dat verzoek. Euripides, die een groot deel van zijn tragedie Hecuba aan de dood van Polyxena wijdde, beschrijft dat het meisje door een harde en gedecideerde Odysseus wordt opgehaald, die zich moet verweren tegen de bittere verwijten van haar moeder Hecuba. Ovidius benadrukt in zijn beschrijving de moed waarmee Polyxena de dood ingaat en die zelfs Neoptolemus tot tranen toe roert. In de beschrijving van het verhaal door Quintus Smyrnaeus in zijn Posthomerica (XIV, 193-351) is het offer van Polyxena nodig om de Grieken goede wind te verschaffen om terug te kunnen varen (zoals het offer van Iphigenia op de heenweg nodig was).
- Bibliothèque nationale de France: cb15068924h (data)
- Gemeinsame Normdatei: 131691317
- Système universitaire de documentation: 238345882
- Virtual International Authority File: 18363473